# Драгомірешть (Нямц)
Драгомірешть, Драгомірешті (рум. Dragomirești) — село у повіті Нямц в Румунії. Входить до складу комуни Драгомірешть.
Село розташоване на відстані 290 км на північ від Бухареста, 18 км на північний схід від П'ятра-Нямца, 78 км на захід від Ясс.

## Населення
За даними перепису населення 2002 року у селі проживали 182 особи, усі — румуни. Усі жителі села рідною мовою назвали румунську.